# Oreste Pastorelli
Oreste Pastorelli (Forano, 24 settembre 1955) è un politico italiano.

## Biografia
Nato a Forano (Rieti), dove vive tuttora, dopo aver conseguito la maturità scientifica entra nelle Ferrovie dello Stato. Dal 1990 al 1993 è stato membro del consiglio di amministrazione del Consorzio Regionale Trasporti Lazio.

### Attività politica
Inizia l’attività politica nel 1994, diventando segretario provinciale dei Socialisti Italiani e l'anno successivo si candida al consiglio comunale di Forano alle elezioni comunali nel Lazio, risultando eletto consigliere comunale, dove negli anni ricopre gli incarichi di presidente del Consiglio comunale, assessore e vicesindaco. Resta nel consiglio comunale di Forano sino al 2014.
Diviene membro del Consiglio Nazionale dei Socialisti Democratici Italiani nel 1999. A luglio dello stesso anno viene eletto per la prima volta al Consiglio provinciale di Rieti, diventandone vicepresidente vicario e presidente del gruppo SDI. Da ottobre è componente dell’ufficio di presidenza delle province del Lazio. Dal 1998 al 2004, invece, è assessore all’Unione dei Comuni della Bassa Sabina con delega ai trasporti, alla cultura e ai servizi sociali.
Da sempre impegnato nelle problematiche relative ad ambiente, agricoltura e trasporti, nel 1999 viene eletto componente dell’ufficio di presidenza dell’Unione delle Province d’Italia. Dal 2000 è membro del Cda UPI Editoria del quale viene eletto prima vice presidente e poi, nel 2009, presidente.
Dal gennaio 2002 al dicembre 2009 fa parte della delegazione italiana presso il Comitato delle Regioni a Bruxelles e della II Commissione – Economia, Sociale, Cultura e Turismo. A maggio entra nel Comitato Direttivo Nazionale dello SDI, mentre a luglio viene nominato componente del “Coordinamento Nazionale dell'Anno Europeo delle persone con disabilità 2003”, in rappresentanza dell’UPI, presso il Dipartimento delle Politiche Comunitarie e il ministero del Lavoro e delle Politiche Sociali della Presidenza del Consiglio.
Nel 2003 viene nominato componente del CdA della Nuova Editrice Mondoperaio, del quale è oggi presidente.
Eletto nuovamente in consiglio Provinciale di Rieti nel maggio 2004, ricopre il ruolo di vice presidente vicario. È inoltre presidente della commissione Agricoltura e del gruppo SDI. A dicembre viene confermato nell’ufficio di presidenza dell’UPI con delega alle politiche sociali e alle riforme istituzionali. Nel marzo 2005 viene nominato membro del Comitato interministeriale diritti umani al ministero degli Affari Esteri. Fa parte del consiglio di amministrazione della Sabina Universitas dal 2006 al 2012.
Nel 2009 viene eletto per la terza volta consecutiva in Provincia di Rieti, della quale diviene Vice Presidente e assessore con deleghe al personale, alla caccia e pesca, agli affari generali e all’agricoltura. Successivamente diviene il coordinatore nazionale degli assessori all’agricoltura delle province italiane. Rimette il proprio mandato di Vice Presidente nel gennaio del 2013.
Nel 2008 è eletto tesoriere nazionale del PSI all’unanimità dopo i congressi nazionali di Montecatini, Perugia, Venezia, Salerno e Roma.

#### Elezione a deputato
In virtù della candidatura nelle liste del Partito Democratico, alle elezioni politiche del 2013 viene eletto alla Camera dei Deputati, nella circoscrizione Veneto 2.
A Montecitorio si iscrive al gruppo misto e per poi costituire insieme agli altri deputati PSI, l'11 giugno 2013, la componente "Partito Socialista Italiano (PSI) - Liberali per l'Italia (PLI) - Indipendenti". Dal 2013 è anche tesoriere del gruppo misto.
Fa parte delle Commissioni Ambiente e di Inchiesta sui Fenomeni legati alla Contraffazione. È inoltre componente della Commissione bicamerale di Inchiesta sul rapimento e la morte di Aldo Moro.
Durante la XVII Legislatura presenta come primo firmatario 14 Proposte di Legge, 156 Atti di Indirizzo e di Controllo e 42 Ordini del Giorno. Secondo i dati Openpolis, su 24.827 sedute di voto in Aula effettuate alla Camera dal 2013 al dicembre 2017, Pastorelli partecipa a 22.402 votazioni - il 90,23% del totale - con 149 missioni all'attivo, risultando uno dei parlamentari più presenti e più produttivi dell'intera legislatura.
Alle elezioni politiche del 2018 è candidato al Senato della Repubblica, nel collegio uninominale di Roma-Tuscolano sostenuto dalla coalizione di centro-sinistra (in quota PSI), ma non viene eletto.
L'11 novembre 2022 si dimette dalla carica di tesoriere del PSI e lascia il partito. Il 18 dicembre fonda l'Associazione Socialista Liberale, diventandone presidente.
In vista delle elezioni europee del 2024, l'Associazione Socialista Liberale aderisce alla lista Siamo Europei promossa da Azione che non supera lo sbarramento. Alle contetuali elezioni comunali si candida a sindaco di Forano con la lista "Intesa comune", risultando eletto con il 70,54% dei voti.